# Thé des mormons
Le thé des mormons est une infusion d'Ephedra qui contrairement à son nom ne contient aucune feuille de thé. Energisante, elle tire son nom du fait que les membres de l'Église de Jésus-Christ des saints des derniers jours en consommaient à la place de la caféine, interdite par leur religion.

## Préparation
Pour une tasse, faire infuser 5 g d'Ephedra sinica dans de l'eau bouillante pendant dix minutes. Filtrer ensuite avec un filtre à café et reverser dans une tasse.